# Aidan MacCarthy
Aidan MacCarthy (ur. 19 marca 1913 w Castletownbere, zm. 11 października 1995 w Londynie) – irlandzki lekarz, Air Commodore w służbie brytyjskich sił lotniczych, Royal Air Force.

## Życiorys
Urodził się w Castletownbere w hrabstwie Cork w Irlandii. Uczęszczał do prywatnej szkoły Clongowes Wood College w Clane oraz studiował w University College Cork.

### Udział w II wojnie światowej
Służąc w Royal Air Force jako oficer medyczny osiągnął stopień Air Commodore. W 1940 został wysłany do Francji, gdzie brał udział w operacji Dynamo, podczas której ewakuowano część wojsk z Dunkierki do Wielkiej Brytanii.
W 1941 roku wysłano go na Daleki Wschód, gdzie na Sumatrze został wzięty do niewoli przez wojska japońskie. Transportujący go statek zatopiły amerykańskie bombowce, ale MacCarthy wraz z innymi żołnierzami został wyłowiony z wody przez japońską łódź rybacką i przetransportowany do Nagasaki. Przebywając tam jako jeniec wojenny pomagał w opiece nad rannymi i leczeniu innych więźniów. W obozie był zmuszany do pracy w ciężkich warunkach, bity i torturowany.
Latem 1945 roku, gdy amerykańskie naloty na Japonię nasiliły się, wraz ze współwięźniami kopał schrony przeciwlotnicze i okopy. 6 sierpnia 1945 część ich pracy została zniszczona nalotami amerykańskich bombowców (w tym czasie zrzucono bombę atomową na Hiroshimę), kilka kolejnych dni zabrało im sprzątnięcie terenu. Rankiem 9 sierpnia ponownie zauważywszy bombowce schowali się w swoim schronie. Niedługo potem nastąpił zrzut bomby atomowej na Nagasaki, z którego MacCarthy wyszedł właściwie bez szwanku. W ciągu kolejnych dni nawiązano kontakt z wojskiem amerykańskim, które ostatecznie przetransportowało MacCarthy'ego wraz z pozostałymi ocalałymi do Manili.

### Okres powojenny
Po wojnie praktykował zawód lekarza w południowej Anglii. W 1979 opublikował książkę pt. Doctor's War, opisującą jego przeżycia wojenne.
Zmarł 11 października 1995 w Northwood w Londynie.

## Odznaczenia
Za działania i odwagę podczas ratowania rannych z katastrofy bombowca w maju 1941 roku został odznaczony Medalem Jerzego.
W 1946 roku za dzielną i wyróżniającą się pomoc udzielaną współwięźniom podczas pobytu w obozie jenieckim w Japonii został odznaczony Orderem Imperium Brytyjskiego.